# Little Caesars Arena
Little Caesars Arena är en inomhusarena i Detroit i Michigan i USA. Arenan är hemmaarena för Detroit Red Wings i National Hockey League (NHL) och för Detroit Pistons i National Basketball Association (NBA).

## Historia
Den formella invigningen av bygget skedde den 25 september 2014 medan själva bygget startades den 24 april 2015 och arenan planeras invigas i september 2017.[uppföljning saknas] Hela projektet kommer att kosta minst 862,9 miljoner dollar; 324,1 miljoner från offentlig finansiering och 538,8 miljoner från privata finansiärer. I januari 2016 rapporterades det om att den totala investeringssumman skulle nå 1,2 miljarder dollar för utvecklandet och byggandet av det direkta närområdet runt arenan där bland annat kommersiella fastigheter, kontor, parkeringshus och bostäder kommer att uppföras. Hela projektet ingår i den större satsningen "The District Detroit", som innefattar omkring 50 kvarter där bland annat de redan befintliga arenorna Comerica Park och Ford Field utmärker sig, i de centrala delarna av staden i ett försök att modernisera och göra centrala Detroit attraktivare än vad den har varit de senaste tre-fyra decennierna på grund av sjunkande fordonsindustri, hög arbetslöshet, hög brottslighet och nästintill massflykt av över- och medelklassen till förorterna inom storstadsområdet.
Den 28 april 2016 offentliggjordes det att arenan kommer att heta Little Caesars Arena när den invigs 2017 efter att USA:s tredje största pizzakedja Little Caesars Pizza hade förvärvat namnrättigheterna till arenan fram till 2037 till ett värde av minst 125 miljoner dollar.
De primära hyresgästerna är ishockeyklubben Detroit Red Wings, som spelar i National Hockey League (NHL), efter att ha spelat i den legendariska inomhusarenan Joe Louis Arena mellan 1979 och 2017, samt basketklubben Detroit Pistons, som spelar i National Basketball Association (NBA).